# Konstancja Lubomirska
 (février 2025).
Si vous disposez d'ouvrages ou d'articles de référence ou si vous connaissez des sites web de qualité traitant du thème abordé ici, merci de compléter l'article en donnant les références utiles à sa vérifiabilité et en les liant à la section « Notes et références ».
La princesse Konstancja Lubomirska (vers 1618–1646) est une femme de la noblesse polonaise.
Lubomirska épouse Kazimierz Franciszek Czarnkowski le 1er février 1637 à Cracovie. Elle est la mère d'Adam Uriel Czarnkowski, grand-mère de Sofia Anne Czarnkowska, l'arrière-grand-mère de Catherine Opalinska et l'arrière-arrière-grand-mère de Marie Leszczynska.
Elle meurt en 1646.